# Alfredo Toxqui (Fußballspieler)
Alfredo Román Toxqui Ávila (* 24. Dezember 1976 in Puebla de Zaragoza, Puebla) ist ein ehemaliger mexikanischer Fußballspieler auf der Position des Torwarts.

## Leben

### Vereinsstationen
Toxqui begann seine fußballerische Laufbahn beim Club Deportivo Guadalajara und war insgesamt 12 Jahre lang im Profifußball tätig. Während er für Guadalajara nur zu 2 Einsätzen in der höchsten Spielklasse kam – beide in der Apertura 2001 gegen Atlante (0:0) am 5. Oktober und beim CD Irapuato (0:1) am 10. November –, spielte er über weite Strecken in der zweiten Liga für das Chivas-Farmteam Nacional Tijuana sowie unter anderem für die Alacranes de Durango, und ebenso in der drittklassigen Segunda División, wo er unter anderem das Tor der Azucareros de Córdoba hütete.

### Nationalmannschaft
1993 gehörte Toxqui zum Kader der mexikanischen Juniorennationalmannschaft bei der U-17-Fußball-Weltmeisterschaft, blieb dort jedoch ohne Einsatz.